# Physemus mirus
Physemus mirus är en skalbaggsart som beskrevs av Wooldridge 1984. Physemus mirus ingår i släktet Physemus och familjen lerstrandbaggar. Inga underarter finns listade i Catalogue of Life.